# Павлюк Антін Пилипович
Павлюк Антін Пилипович (6 лютого 1902, хутір Ліски під с. Расниками, Волинська губернія (нині с. Рясники, Гощанського району Рівненської області)  — 1937, м. Семипалатинськ, Східноказахстанська область, Казахська РСР) — український поет, прозаїк, перекладач.
Жертва сталінського терору.

## З біографії
Антін Павлюк — уродженець хутора Лісок під с. Расниками Острозького повіту Волинської губернії (нині с. Рясники Рівненської області). Його охрестив у Свято-Успенській церкві Дорогобузько-Расницької парафії отець Яків Огібовський. Хрещеними батьками були син педагога Костянтина Ушинського Костянтин Ушинський та Наталія Скоропадська (у першому шлюбі Виноградська, у другому — Фішман), двоюрідна тітка гетьмана України Павла Скоропадського.
ШКІЦ
Сніг снів… а тут весна так рясно… 
а ночі бубном… скрипкою музик. 
І бачу знов дитинство… любі Расники…
 І кригу Горині… і жовтий пух лози,
І повінь музики і вітру заливає…
І серце в біль… і слово в біль хилю.
Сніг білих мертвих снів… а тут весна безкраями
І малим атомом життя Антін Павлюк.
 1926.
Початкову освіту здобув в школі містечка Гориньград Ровенського повіту Волинської губернії (нині це село Гориньград Перший Рівненського району Рівненської області). Із золотою медаллю закінчив чоловічу гімназію в Острозі, пізніше — Карлів університет в Празі, де здобув фах хіміка.
Учасник української революції 1917-21 рр., у роки революції спочатку належав до анархістів, потім — поручник 4-го полку Січових Стрільців (командир Є. Коновалець), 1-ї Запорізької дивізії армії УНР. Брав участь у Другому зимовому поході. Після закінчення воєнних дій повернувся до Острога, був заарештований. Перебував у польській в'язниці, відтак — у таборах для інтернованих у Бересті, Домб'є, Ланьцуті, Вадовицях,Щипйорному неподалік Каліша. В останньому входив в літературно-мистецьке товариство «Веселка», де контактував з Є. Маланюком, Ю. Дараганом, М. Чирським, Б. Гомзином.
Після звільнення переїхав до Львова. З 1922 р. — у Празі. У 1932 р. повернувся з еміграції у радянську Україну, щоб літературною і просвітницькою працею підтримати тодішню політику українізації. Був заарештований, засуджений та висланий до Семипалатинська. Працював лаборантом санітарної лабораторії.
На підставі таємного наказу № 00447 НКВС СРСР Антін Павлюк 27 серпня 1937 р. був арештований вдруге, як «антирадянський елемент». 7 грудня 1937 р. засуджений трійкою при УНКВС по Східно-Казахстанської області до 10 років виправно-трудових таборів, в яких він і загинув.
30 серпня 1958 р. Семипалатинський облсуд реабілітував його за відсутністю складу злочину.

## Творчість

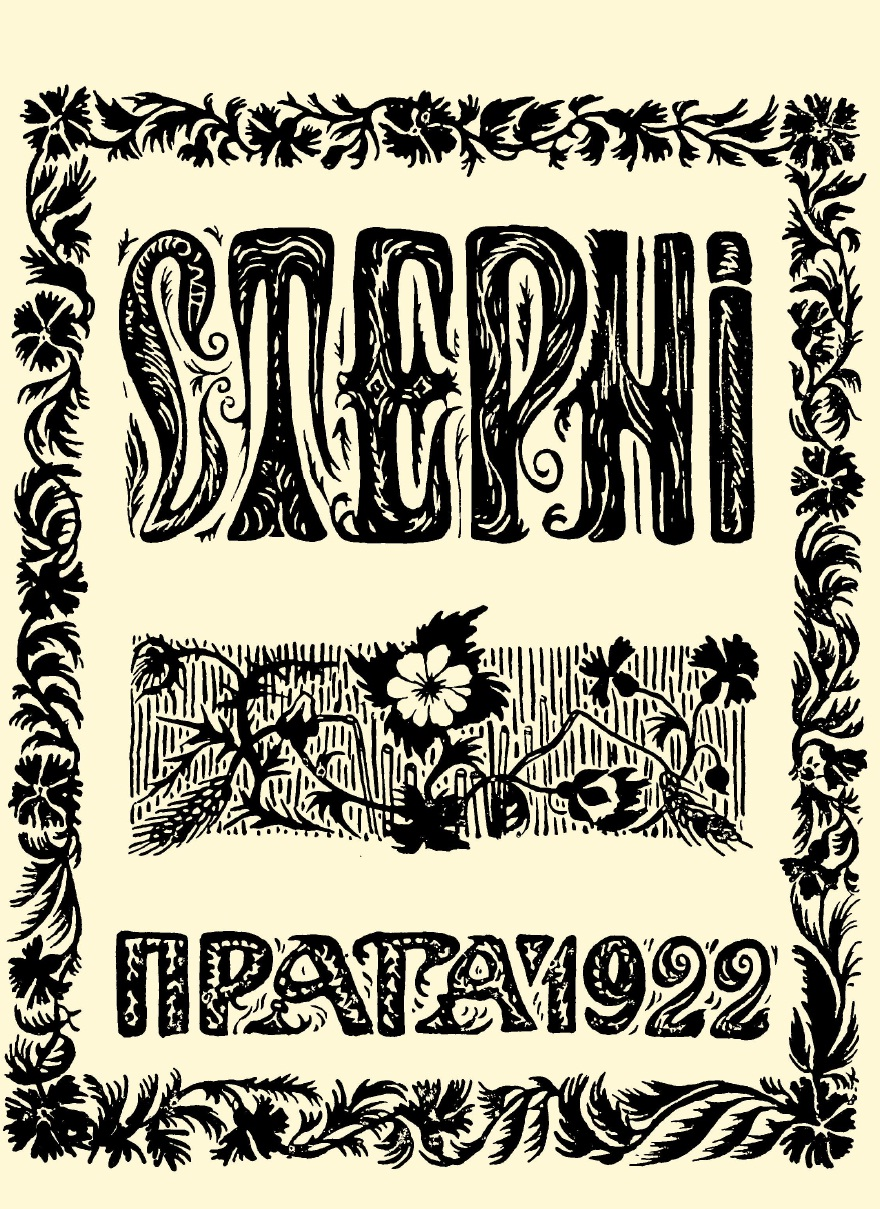
Літературний альманах «Стерні», 1922 (ред. Антін Павлюк)
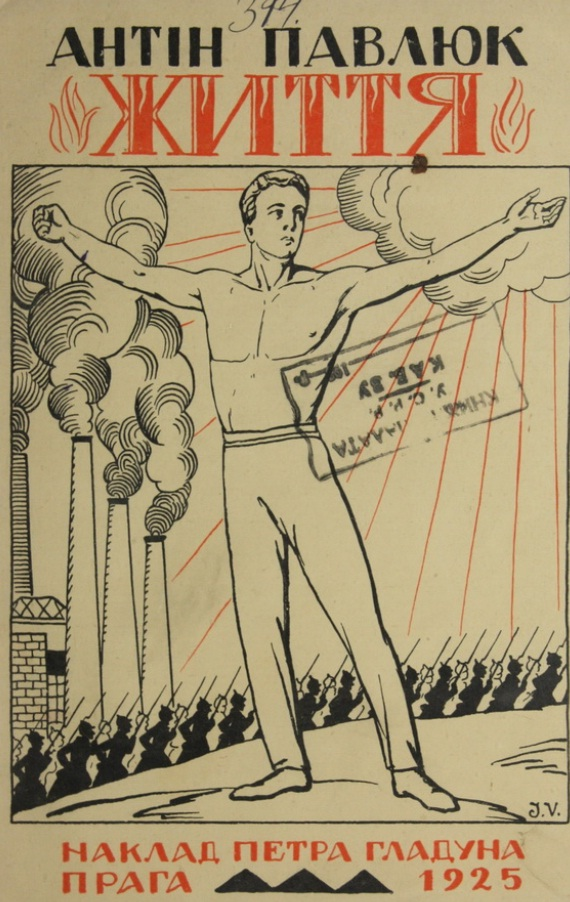
«Життя», 1925
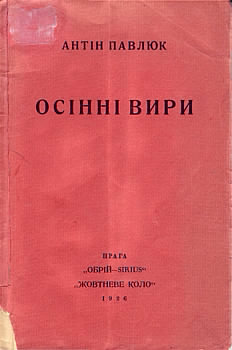
«Осінні вири», 1926
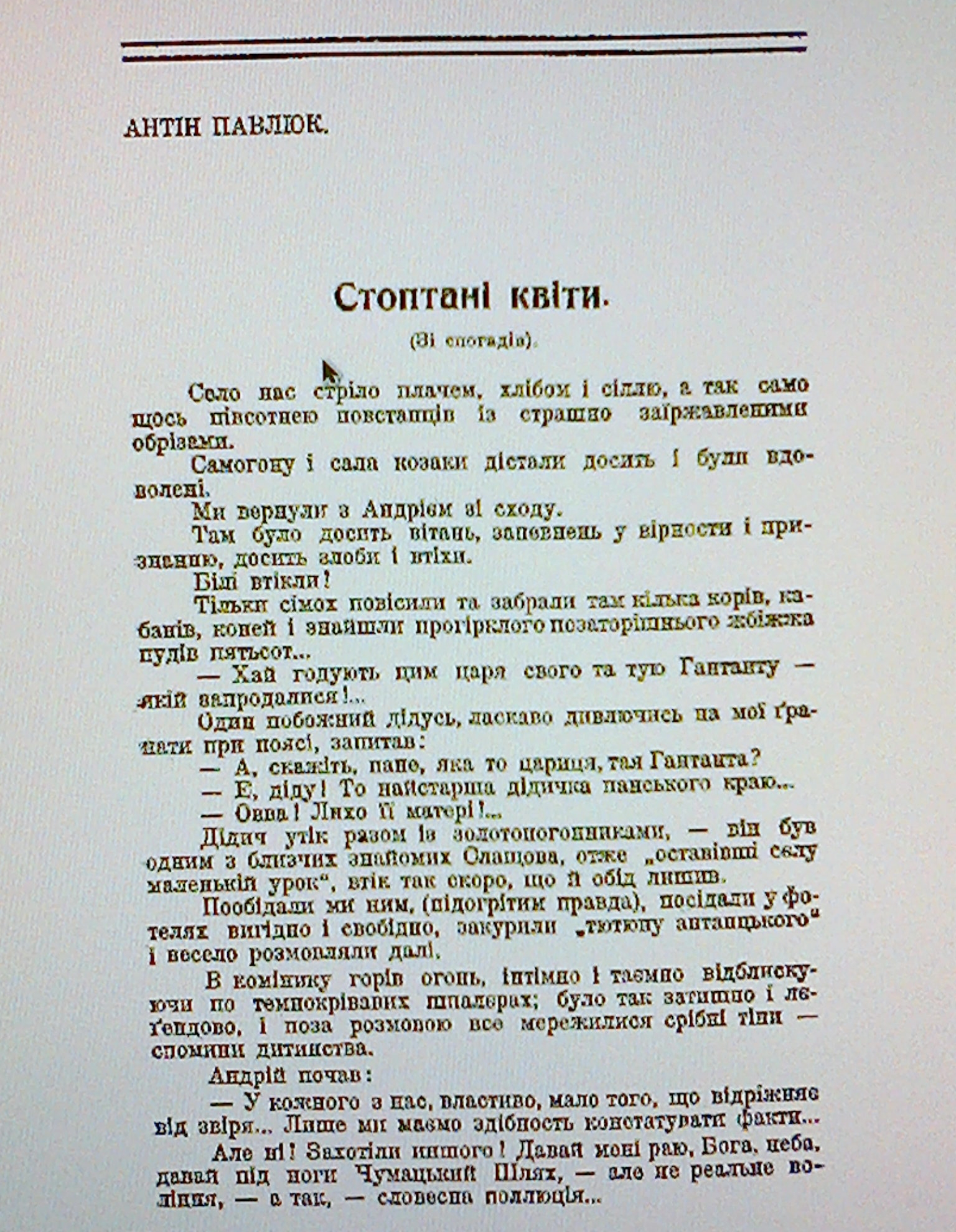
«Стоптані квіти» спогади, написані в польській тюрмі (Острог), 1920
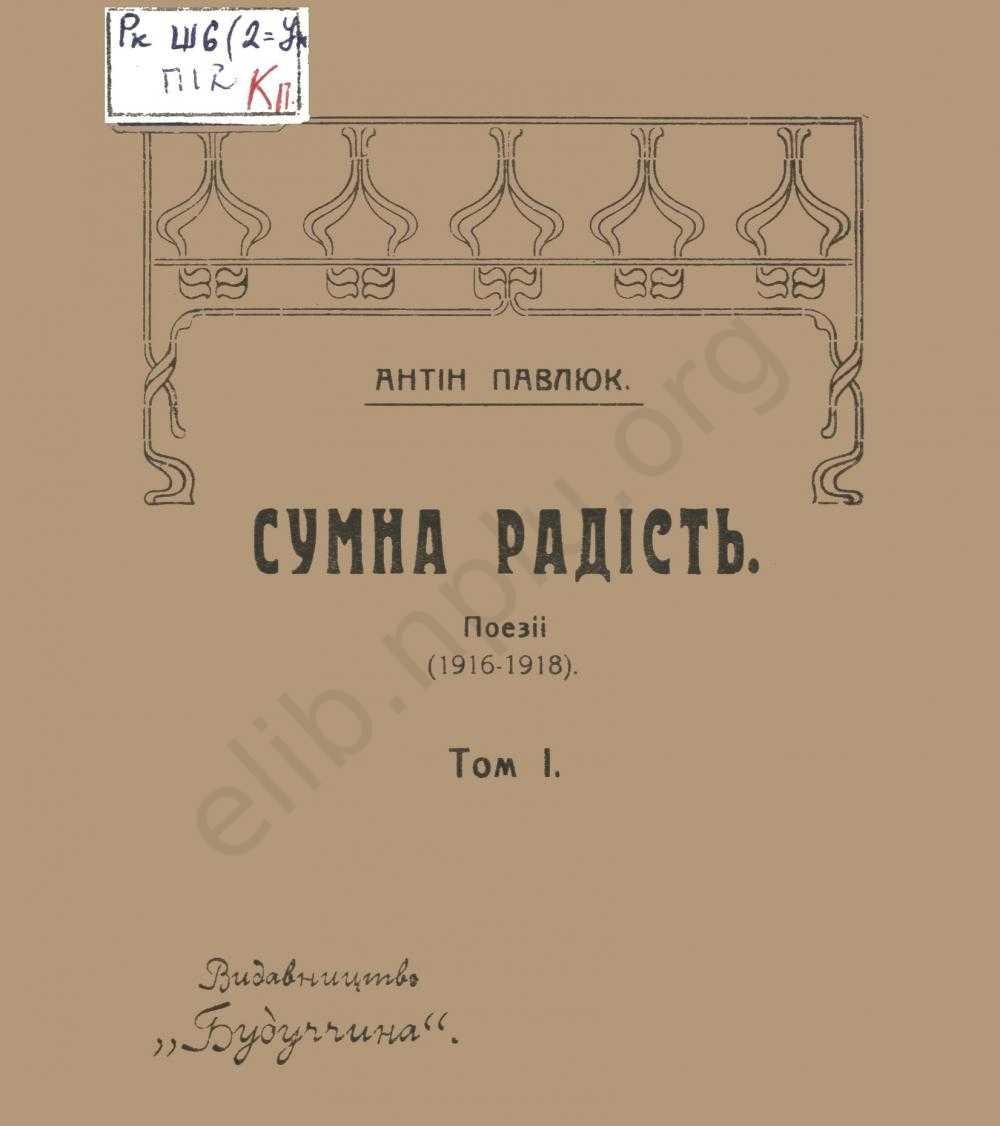
«Сумна радість», 1916—1918

Перші свої вірші друкував у гімназійному журналі «Юність». Збірка символістичних поезій «Сумна радість», в яку ввійшли твори 1916—1918 рр. побачила світ в Острозі у видавництві «Будуччина», заснованому батьком, Пилипом Павлюком (громадський і кооперативний діяч 1920-х-1930 рр.). Воєнне лихоліття завадило виходові книжок «Шлях квітчастий» (вірші), «Біле поле» (оповідання, нариси, поезії в прозі), «Ніч» (вірші, під псевдонімом А.Явір)
На початку 1919 р. був членом угрупування українських символістів «Музагет», котре випускало однойменний журнал під редагуванням Павла Тичини. Група вела активну популяризаторську та видавничу діяльність . Також був членом львівського ліітературно-мистецького угрупування «Митуса» на чолі з Василем Бобинським. В альманасі «Митуса» за 1922 р. надрукував вірші із циклів «Дні», «Закоханість», у часописі «Український емігрант» — оповідання про національно-визвольні змагання (під псевдонімом Андрій Ярчук), у видавництві «Русалка» — оповідання «Стоптані квіти». Книжку прози «Незнайома (уривки із записника)» присвятив другові Климу Поліщуку та «братам-борцям за нову Україну». Публікував вірші у львівських журналах «Наш світ», «Наша бесіда». Друкувався у багатьох виданнях на еміграції: «Промені», «Митуса», «Поступ», «Веселка», «Шлях», «Універсальний журнал» та в УРСР — «ВАПЛІТЕ», «Нова генерація», «Нова Громада», «Глобус», «Всесвіт», «Знання», «Червоний Шлях», «Життя й Революція», «Зоря», «Студент Революції», «Західня Україна», «Плужанин», «Молодняк».

## Редакторство

Юрій Вовк. Портрет Антіна Павлюка.

Редагував альманах «Стерні» (1922 р.), який видавала Українська Академічна громада в Чехо-Словаччині, членами редколегії альманаху були Осип Кисіль, Юліан Костюк [Архівовано 9 травня 2018 у Wayback Machine.].

У Празі друкувався в «Літературно-науковому віснику» Дмитра Донцова. В університеті навчався разом зі своїм побратимцем, поетом і художником Василем Хмелюком, який у своїй книжці «Гін» (1926 р.) присвятив Антінові Павлюкові такі рядки: 
Мій друже, золотий Антоне, –
Пливуть повітрям кораблі…
І там, — один безсилий тоне,
І тінь ще тліє у імлі…
Ти розгортаєш сиві очі,
І рот здивовано тремтить…
А, знаєш, — може нині хочеш
Повіятися у блакить?..
1925 р. створив літературну групу «Жовтневе коло», до складу котрої ввійшли Василь Хмелюк, Олександр Варавин, Степан-Юрій Масляк. Налагодив зв'язок із виданнями радянської України. Підтримував його завдяки землякові Валер'яну Поліщуку.
Пізніше Антін Павлюк став членом літературної організації «Західна Україна» (1927—1933), до якої входили Василь Бобинський, Василь Атаманюк, Мечислав Гаско, Мирослав Ірчан, Дмитро Загул та ін.

## Громадська діяльність
Під час навчання в Карловому університеті Антін Павлюк очолював Український союз студентів північно-західних земель України.

## Перекладацька діяльність
Перекладав на українську мову твори Казимежа Тетмаєра, Гійома Аполлінера, Ярослава Сайферта, Їржі Волькера, Вітезслава Незвала, Владислава Ванчури на російську мову — твори українських авторів. У 1920-х р. Антін Павлюк був одним із провідних чесько-українських перекладачів.

## Видання
- «Сумна радість» (1919)
- «Життя» (1925)
- «Осінні вири» (1926)
- «Біль» (1926)
- «Пустеля любови» (1928)
- «Полин» (1930)
- «Coloured plates. Поетисти» (1930)
- «Reliquaire» (1931)
- «Ватра» (1931)
- збірки оповідань Незнайома (1922)

## Фільм
Повернути із забуття рівненського поета Антіна Павлюка прагнуть його нащадки [Архівовано 6 березня 2019 у Wayback Machine.]

## Вшанування пам'яті
В м. Острозі Рівненської області його іменем названо вулицю.
14 жовтня 2022 року на стіні школи с. Рясники було відкрито меморіальну дошку Антіну й Тарасові Павлюкам.
Інститут літератури ім. Т. Шевченка НАН України, Київський національний університет ім. Т. Шевченка; Міжнародна школа україністики НАН України видали перший том творів Антіна Павлюка у двох томах.

## Примітки

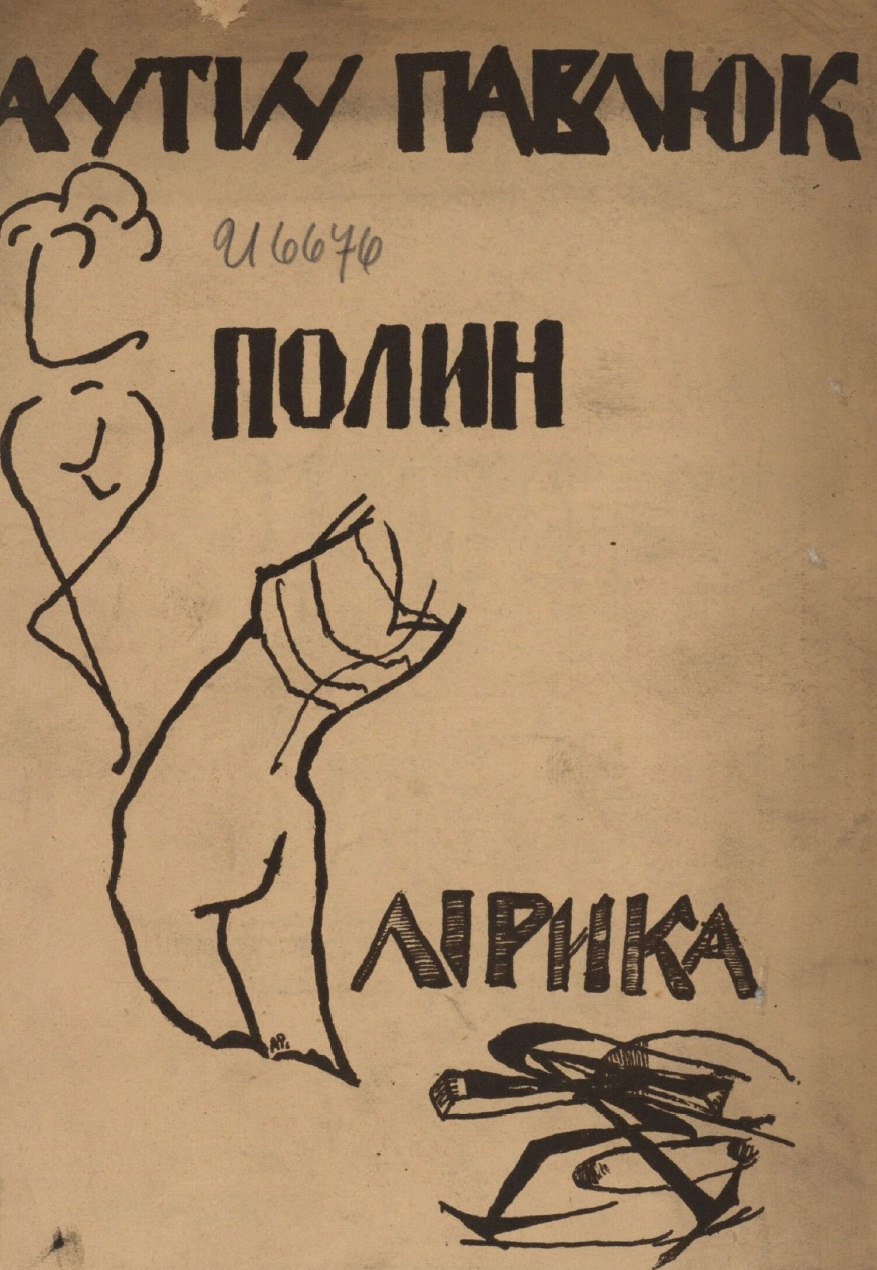
Антін Павлюк «Полин», лірика, 1930